# Macbeth (Album)
Macbeth ist das offizielle Debütalbum der gleichnamigen Heavy-Metal-Band Macbeth nach der Wiedervereinigung 2004. Die Songs Der Sturm, Bomber und Komm mit mir auf dem 9 Songs umfassenden Album sind Neuinterpretationen. Diese 3 Songs waren allesamt auf den Demo-CDs enthalten. Das Album wurde vom Label EMG produziert. Wegen der guten Resonant des Albums wurde Massacre Records auf die Band aufmerksam und nahm sie 2008 schließlich unter Vertrag.

## Titelliste
1. Abendmahl – 5:57
2. Komm mit mir – 6:30
3. Lauf – 4:14
4. Der Fährmann – 5:05
5. April – 3:53
6. Der Sturm – 4:47
7. Bomber – 3:51
8. Der Wanderer – 5:26
9. Macbeth – 6:06

## Inhalt
Bomber und Der Sturm beinhalten das Thema Krieg. Fährmann und Der Wanderer handeln dagegen vom Gevatter Hein. Abendmahl beschreibt das Töten und Essen eines Menschen, also Kannibalismus. Auch in Lauf kann man erahnen, dass es ums Töten von Menschen geht.
Der fünfte Song April hingegen handelt vom Amoklauf in Erfurt am 26. April 2002 durch Robert Steinhäuser. Er stürmte am frühen Morgen das Erfurter Gutenberg-Gymnasium und erschoss 16 Menschen und sich selbst. In diesem Song, der in der Ich-Perspektive wiedergegeben wird, beschreibt er den Amokläufer als Gott, der die Macht hat alle zu töten. Er beschreibt, dass der Amoklauf kein Traum und Spiel, sondern das Ziel des Amokläufers gewesen ist, die Menschen in der Schule zu töten. Im Gegensatz zum Song 17 Kerzen am Dom (im Album Blutbahnen) von Eisregen, die den Song anhand von Polizeirecherchen aufgebaut haben, wirkt der Song jedoch eher oberflächlich.

## Kritik
- Rock Hard beschreibt den Musikstal als düsteren, straighten Heavy Metal ohne Trendanbiederung. Götz Kühnemund beschreibt den Stil als recht simpel ohne jedoch platt zu wirken. Keine Lyrik, aber passend zur Musik beschreibt er die Texte der Band. Auch wenn die Stimme des Sängers tief und rau klingt, rutscht die Band nicht ins Death-Metal-Gefilde ab.[1]

## Weitere Kritiken
- Kritik auf heavyhardes.com
- Kritik auf metal.de
- Kritik bei terrorverlag.de
- Kritik auf heavy-metal.de